# Zosimus (geslacht)
Zosimus is een geslacht van kreeftachtigen uit de klasse van de Malacostraca (hogere kreeftachtigen).

## Soorten
- Zosimus actaeoides (A. Milne-Edwards, 1867)
- Zosimus aeneus (Linnaeus, 1758)
- Zosimus fissa (Henderson, 1893)
- Zosimus hawaiiensis (Rathbun, 1906)
- Zosimus laevis Dana, 1852
- Zosimus maculatus (de Man, 1888)
- Zosimus sculptus (Herbst, 1794)